# Alana Hirtle
Pour les articles homonymes, voir Hirtle.
Alana Hirtle (née c. 1968 ou 1969) est une femme politique canadienne en Nouvelle-Écosse et un femme d'affaires à Truro.
Elle est députée de la circonscription fédérale néo-écossaise de Cumberland—Colchester à la Chambre des communes depuis 2025 sous la bannière du Parti libéral du Canada.